# Elligastwiesen
Das Naturschutzgebiet Elligastwiesen liegt auf dem Gebiet der Stadt Großenhain im Landkreis Meißen in Sachsen. Es erstreckt sich entlang des Elligastbaches auf den Gemarkungen Nasseböhla, Walda und Zabeltitz.

## Bedeutung
Das rund 79 ha große Gebiet mit der NSG-Nr. D 113 wurde im Jahr 2019 unter Naturschutz gestellt. Es handelt sich um einen „zusammenhängenden offenlandbestimmten Bachauenkomplex der Elligast mit Fließgewässern, Moorgewässern, Röhrichten, Seggenrieden, Hochstaudenfluren, Nasswiesen sowie kleinen Bruch- und Quellwäldern und weiteren Komponenten dieses Feuchtraumes.“ Schutzzweck ist die „Bewahrung, pflegliche Nutzung und naturschutzgerechte Entwicklung“ dieses Komplexes.